# هافليتشكوف برود
هافليتشكوف برود (بالتشيكية: Havlíčkův Brod)‏ هي بلدة في إقليم فيسوتشنا في جمهورية التشيك، وهي مركز مقاطعة هافليتشكوف برود.
يبلغ عدد سكان هذه البلدة 23,306 حسب إحصاء في سنة 2015.

## توأمة
لهافليتشكوف برود اتفاقيات توأمة مع كل من:
- سبيشسكا نوفا فيس
- بريكسن

## أعلام
- يوهان شتاميتز
- توماس ديفوراك
- هانا كوتلفاشروفا
- سوزان رينو
- ميكال براشك
- جارماليا ماشاكوفا

## اقرأ أيضاً
- مقاطعة هافليتشكوف برود